# Sunleif Rasmussen
Sunleif Rasmussen (Sandur, Illes Faroe, 19 de març de 1961) és el principal compositor de música clàssica feroès.

## Biografia
Rasmussen es va formar a Noruega, però va retornar a les Illes Faroes per a exercir de mestre de música i pianista de jazz. De 1990 a 1995 va estudiar composició musical a l'Acadèmia Reial Danesa de Música de Copenhaguen amb Ib Nørholm i música electrònica amb Ivar Frounberg.  El 1992 va rebre beques de la Fundació Leonnie Sonning i la Societat de Compositors Danesos.
També es va familiaritzar amb la música espectral, amb arrels a l'IRCAM de París, i amb la feina de compositors com Tristan Murail. Rasmussen ha produït diverses obres combinen instruments electrònics i acústics, alguns en cooperació amb el DIEM (l'Institut danès per la Música electroacústica).
El 1997, va rebre una beca de tres anys de la Fundació d'Arts Estatal danesa.
El 2002, va guanyar el Premi de Música del Consell Nordic per la seva Simfonia num. 1 - "Dies Oceànics"
El 2004, va ser el compositor convidat al prestigiós Festival Korsholm de Finlàndia, i el 2010, va rebre el Premi Cultural Feroès del Departament Feroès de Cultura. el 2013, va participar en el residency i concert series Altres Ments dins San Francisco.

## Música

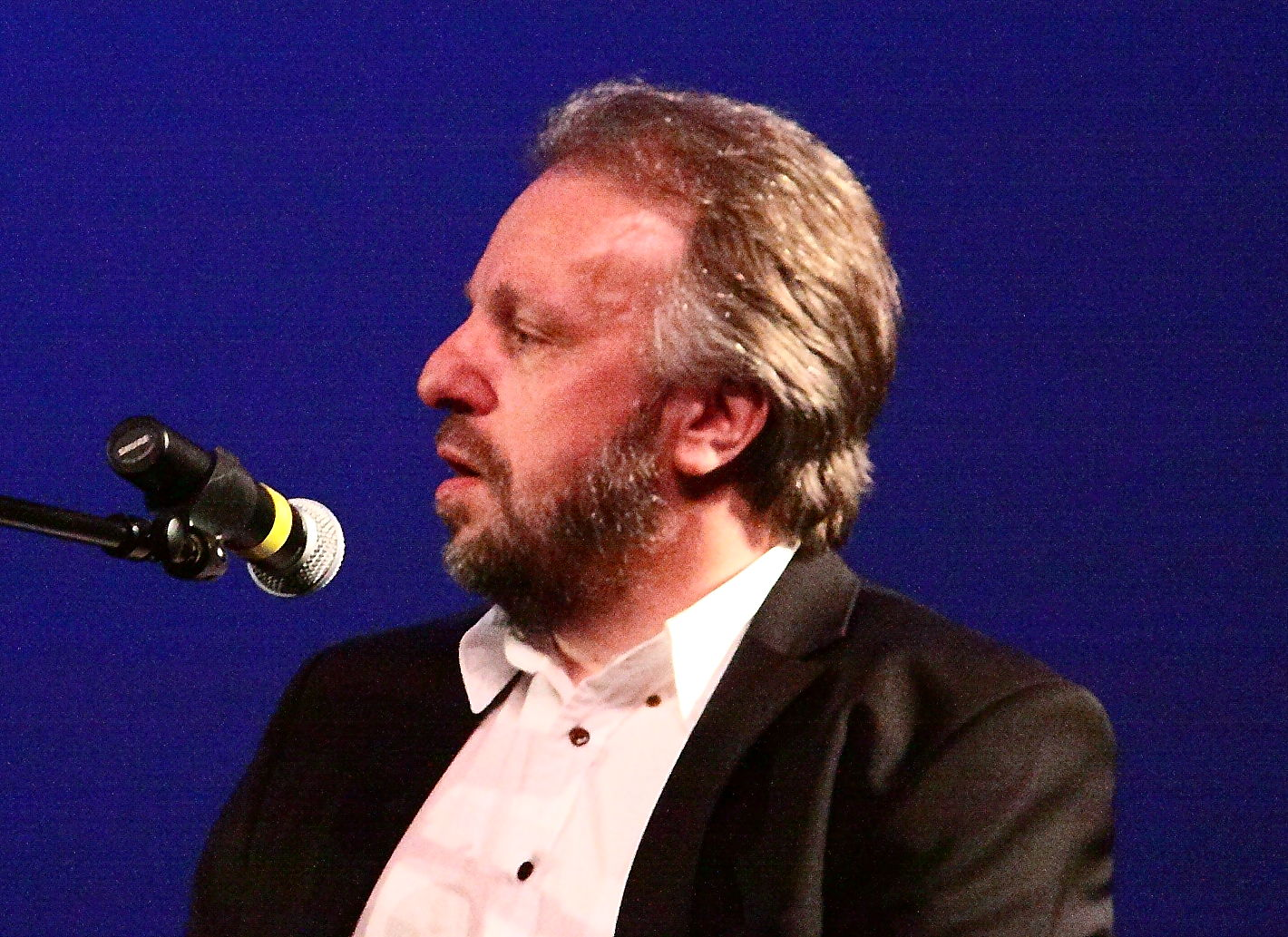

La música de Rasmussen sempre té una complexitat natural, combinant el seu fons de jazz amb la tradició musical feroesa i la música electroacustica i espectral. Transforma temes de música folk per assolir una abstracció de la música tradicional Feroesa, fins i tot encara que cap de les melodies originals pot ser reconeguda en la composició final. També s'inspira en el treball l'artista William Heinesen (1900-1991), utilitzant tant els seus textos i l'estil poètic en la seva música.
El resultat és altament evocatiu, bonic, i facil d'escoltar. El poder i complexitat de la seva música sovint reflecteixen la naturalesa.

## Obres
Les seves obres inclouen:
Obra orquestral:
- 1990: Greu - En memoriam Karsten Hoydal per percussió d'orquestra + de la Corda (11 o 22 cordes: 3.3.2.2.1) (09'00)
- 1995: Vox Humana, la cançó del mar - per orquestra i cinta per 3.3.3.3/4.3.3.1/timpani/2 arpa/de percussió/cordes (22'00)
- 1995-97: Simfonia cap. 1 - "Dies Oceànics" per 4.4.4.4/4.4.4.1/4 percussió/2 synth/cordes (min. 12.12.10.8.6) (40'00)
- 2003: De grædendes nat pel cor dels nens (incloent 3 solistes) + 3.3.3.3/4.3.3.1/2 percussió/cordes/d'arpa (15'00)
- 2004: Movings i Melodies per 2.2.2.2/2.2.1.0/timpani/percussió/5.5.3.3.2 (17'00)
- 2008: Preludi a una Orquestra per 3(piccolo).3(cor anglais).3.3(contrabassoon)/4.3.3.1/timpani/2 cordes/de percussió (30'00)
- 2013: Veitsla per 2.2.2.2/4.3.3.1/timpani/3 cordes/de percussió (12'00)
- 2015: Simfonia cap. 2 - "La Terra De nou" per soprano, baríton, cor, 3.3.2+clarinet de baix, 2+contrabassoon/4331/timpani, 3 piano/de percussions/cordes (1 hora)

Instrument solista i orquestra/ensemble
- 1992-93: Landid per soprano solo + 3.3.3.3/4.3.3.1/timpani/2 arpa/de percussió/cordes/de piano (15'00)
- 1996: Tilegnelse per mezzo-soprano solo + 1.0.1.1/0.1.0.0/2 percussió/guitarra/d'arpa/0.0.1.0.1 (10'00)
- 2000: Rejsen per soprano, tenor, baix soli, cor barrejat + 3.3.3.3/2.3.3.1/timpani/cordes/de piano/de la percussió (30'00)
- 2001: Dem Licht entgegen per solo de saxofon + 3.3.3.3/4.3.2.1/timp/2 piano/de percussió/cordes (18'30)
- 2004: Cançons d'Estacions per orquestra de corda + de solo de violí (10.0.4.3.2) (22'00)
- 2009: Cançons Territorials per recorder solo + 3.2.2.2./2.2.2.0/2 percussió/cordes/d'arpa 23'00
- 2014: l'hivern Repeteix per recorder solo i 7 violins, 3 violes, 2 cellos i contrabaix (11'00)

Gran ensemble 
- 1999: Trauer und Freude per 1.0.1.1/1.0.0.0/piano (+cemb)/guitarra/1.1.1.1.0 (21'00)
- 2000: Envoltat per 1.1.1.1/1.1.1.0/piano/de percussió/1.1.1.1.1 (13'00)
- 2009: Xaranga lontane per flauta, oboè, clarinet, fagot, banya, 2 trumpets i trombó (15'00)

Música de cambra
- 1989: Fantasi yvir Tívilsdøtur per clarinet i banya (04'00)
- 1989-90: Strygekvartet nr. 1 per quartet de corda (10'00)
- 1990: Vetrarmyndir per flauta, oboè, clarinet, fagot, banya i piano (09'00)
- 1991: Tid, ild, baglæns (Temps, foc, enrere) per dotze cantants i cinta (16'30)
- 1995: Cantus Borealis per Quintet de Vent (13'00)
- 1995: Ballant Raindrops per clarinet, piano i violí (12'00)
- 1998: Fotografies del jardí del mar per saxofon i percussió (15'00)
- 1999: Mozaik/Miniatura per flauta, clarinet, piano i violí (07'00)
- 2000: Sunshine i Ombres per quartet de corda (13'00)
- 2002: Nordisk Xaranga per 2 banyes, 2 trumpets, trombó i tuba (04'00)
- 2002: Engführung per cor de cambra, piano i cello (20'00)
- 2003: Quatre Jardins per flauta, oboè, clarinet, fagot, piano, violí, viola i cello (15'00)
- 2008: Partita per clarinet, piano, violí i cello (12'00)
- 2010: Tres Balls per 4 saxofons (10'00)
- 2011: Andalag No. 1 per flauta i clarinet (4'00)
- 2011: Andalag No. 2 per 2 flautes (4'00)
- 2011: Andalag No. 3 per clarinet i banya (4'00)
- 2011: Andalag No. 11 per alto flauta i fagot (4'00)
- 2011: Emoció/de Moviment per flauta, clarinet, oboè, banya, i fagot (15'00)
- 2012: Flux per recorder, violí, viola i cello (20'00)
- 2012: Krevgals va Aprah arpa i percussió (14'00)
- 2012: Andalag No. 4 per 2 fagots (4'00)
- 2012: Andalag No. 5 per alto flauta, clarinet, fagot i banya (8'00)
- 2013: Andalag No. 7 per piccolo, E-clarinet pla, banya i fagot (8'00)
- 2013: Autumn per guitarra, piano, acordió, violí i doble-baixos (9'00)

Instrument solista
- 1992: Repeteix del Passat per solo de violí (12'00)
- 1993: Una llum és encesa per solo d'òrgan i cinta (10'00)
- 1993: Com el sol daurat per solo de piano i processador d'efecte (12'00)
- 1997: Chaindance amb Ombres per solo de piano amplificat (12'00)
- 2001: Le psaume salé per cinta de solo + del saxofon + viva-electròniques (10'00)
- 2007: Suite per solo de guitarra i processador d'efecte (15'00)
- 2011: Vogelstimmung per solo recorder (17'00)

Música vocal
- 1982-89, revised 1992: 5 færøske korsange (5 cor Feroès cançons) per cor de cambra o cor mixt gran (11'30)
- 1983, revised 1993: Vár per Soprano, baríton soli + cor de cambra, (SATB), fl, cl (09'20)
- 1995: Psalmus 8 per solistes, cor i òrgan (08'00)
- 1996: Creatio caeli et terrae. Mor unus per cor triple (SATB+de SATB+del SATB) (09'00)
- 1999: Arktis per mezzo-soprano clarinet + de solo, percussió, arpa i cello (08'00)
- 1996: Creatio caeli et terrae per 2 violins i cor (SATB) (12'00), va encarregar per RIAS Kammerchor i Duo Gelland
- 2009: Gylfaginning per SATB de cor de la cambra amb amplificació (30'00)
- 2011: jo per alto i solistes de tenor, cor (SATB) i recorder (10'00)
- 2011: Jordpigernes Dr.øm per 3 soprano, 3 mezzo-soprano, 3 alto (percussió) i cor de SA (percussió) (15'00)
- 2014: Nordisk Messe per SSATBB cor + 3(alto flauta,piccolo).3(cor anglais).3(clarinet de baix).2/4.3.3.1/timpani/2 cordes/de percussió (35'00)

## Enregistraments
Enregistraments de Rasmussen:
- Rasmussen - Simfonia Cap 1; Concert de Saxofon, Orquestra de Simfonia Nacional danesa, Hannu Lintu (Director), Jeanette Balland (saxofon) - Da Capo, maig 2005
- Sunleif Rasmussen - Va envoltar: Arktis (L'Àrtic), Mozaik / Miniatura, Tilegnelse (Dedicació), Trauer und Freude, Helene Gjerris (mezzo-soprano), Caput Ensemble, Guthmundur Oli Gunnarsson, Guthni Franzson - Rècords de BIS
- Cantus borealis: Música de vent de Faroe les illes inclou Rasmussen: Cantus Borealis per quintet de vent, Reykjavík Quintet de Vent - Rècords de BIS
- Landid Per Soprano I Orquestra de Simfonia, Gerandisdagur jo Havn Per Soprano I Orquestra de Corda, Tomba En Memoriam Karsten Hoydal Per Orquestra de Corda, Clarinet I Percussió, Klarinettkonsert Concert Per Clarinet I Orquestra - L'Hort, maig 2000
- Skærur Vindur Inclou Sig mær, hví er foldin føgur, Kvøldvísa um summarmála, Syngjandi grót, Sóljurnar og náttin, Blátt, Fyrsti sálmur Dávids, Vár, Skærur vindur i Tid, Ild, Baglæns - L'Hort, April 2000